# Kościół św. Andrzeja Apostoła w Greensted
Kościół św. Andrzeja Apostoła w Greensted – drewniany kościół zlokalizowany w miejscowości Greensted w hrabstwie Essex (Anglia). Jest najstarszym drewnianym kościołem na świecie.

## Historia
Według miejscowej tradycji już w VI wieku n.e. stać miała w miejscu obecnego kościoła drewniana świątynia pogańska, a pierwszy kościół chrześcijański lub świątynia pogańska przekształcona w taki kościół miała pochodzić z lat 600-700. Według badań dendrochronologicznych obecny kościół (tzw. drugi) pochodzi z połowy IX wieku (wymieniana jest m.in. data 845). Jako bardziej prawdopodobne przyjmowane jest jednak datowanie powstania obiektu na początek XI wieku (około 1013).
Według tradycji murowane prezbiterium wzniesiono po raz pierwszy około 1099. Obecne pochodzi z około 1500. W tym też okresie dobudowano doń zakrystię. Być może wówczas położono także dachówki. Nieznana jest natomiast data powstania wieży - badacze podają daty od XIV do XVII wieku. Wiek XVII przyniósł zasadniczą modernizację kościoła. Zachowany jest dzwon odlany przez ludwisarza Williama Lenda (1618).
W początku XIX wieku kościół był bardzo zaniedbany. W 1837, za rektora Filipa Raya, przygotowano pierwsze plany restauracyjne i z tego okresu pochodzi jedyny przekaz ikonograficzny sprzed renowacji, która miała miejsce w latach 1848-1849. Ostatni remont wieży wykonano w 1949, a całego obiektu w 1969 (tym razem bez ingerencji w bryłę). 

## Architektura
Kościół składa się z prostokątnej drewnianej nawy z czworokątną wieżą od zachodu i taką samą kruchtą od południa oraz prezbiterium murowanego szerokości nawy z zakrystią od północy. Każda z części ma odrębną konstrukcję i historię. Wygląd, jaki obecnie prezentuje kościół, dalece odbiega od pierwotnego i jest wynikiem gruntownej restauracji z połowy XIX wieku. Restauracja ta odbyła się w duchu tzw. historyzmu konserwatorskiego i spowodowała poważne zmiany w strukturze obiektu i jego wyglądzie. 
Nawa jest obecnie prostokątna, ale nie wiadomo czy jej wymiary odpowiadają pierwotnym - świątynia mogła być bardziej wydłużona, mogła być salowa, a mogła też mieć wyodrębnione wewnętrzne prezbiterium. Kościół po zbudowaniu nie posiadał okien - wnętrze oświetlały pochodnie zatknięte w specjalne otwory w ścianach (w 1848 ślady tych otworów odnaleziono po skuciu tynków). Wnętrze nie było przykryte stropem tylko otwarte na więźbę. Na więźbie opierał się słomiany lub trzcinowy dach. Ściany palisadowe utworzono z dębowych bali wbijanych koło siebie pionowo w ziemię. Od zewnątrz były one okorowane lecz nie ociosane (częściowo ociosano je w 1848), a od wewnątrz ciosano je tworząc gładkie ściany. Boki pali były częściowo ciosane, żeby lepiej do siebie przylegały. Najgrubsze były bale narożne, z których wyciosywano ¼, uzyskując kąt prosty. Na balach leżała belka pozioma (oczep), scalająca konstrukcję i dająca podstawę belkom więźby dachowej.
Po restauracji w latach 1848-1849 z oryginału zachowały się palowe ściany. Wymieniono wówczas całą więźbę dachową wraz z dekoracjami. Wybudowano nową kruchtę od południa i trzy pary wstawek z oknami na dachu. 

## Galeria

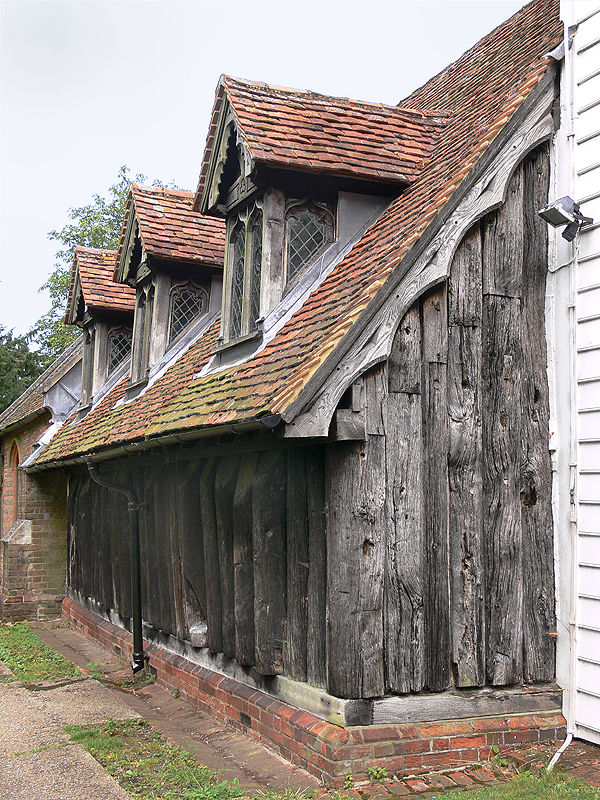
Ściana z bali
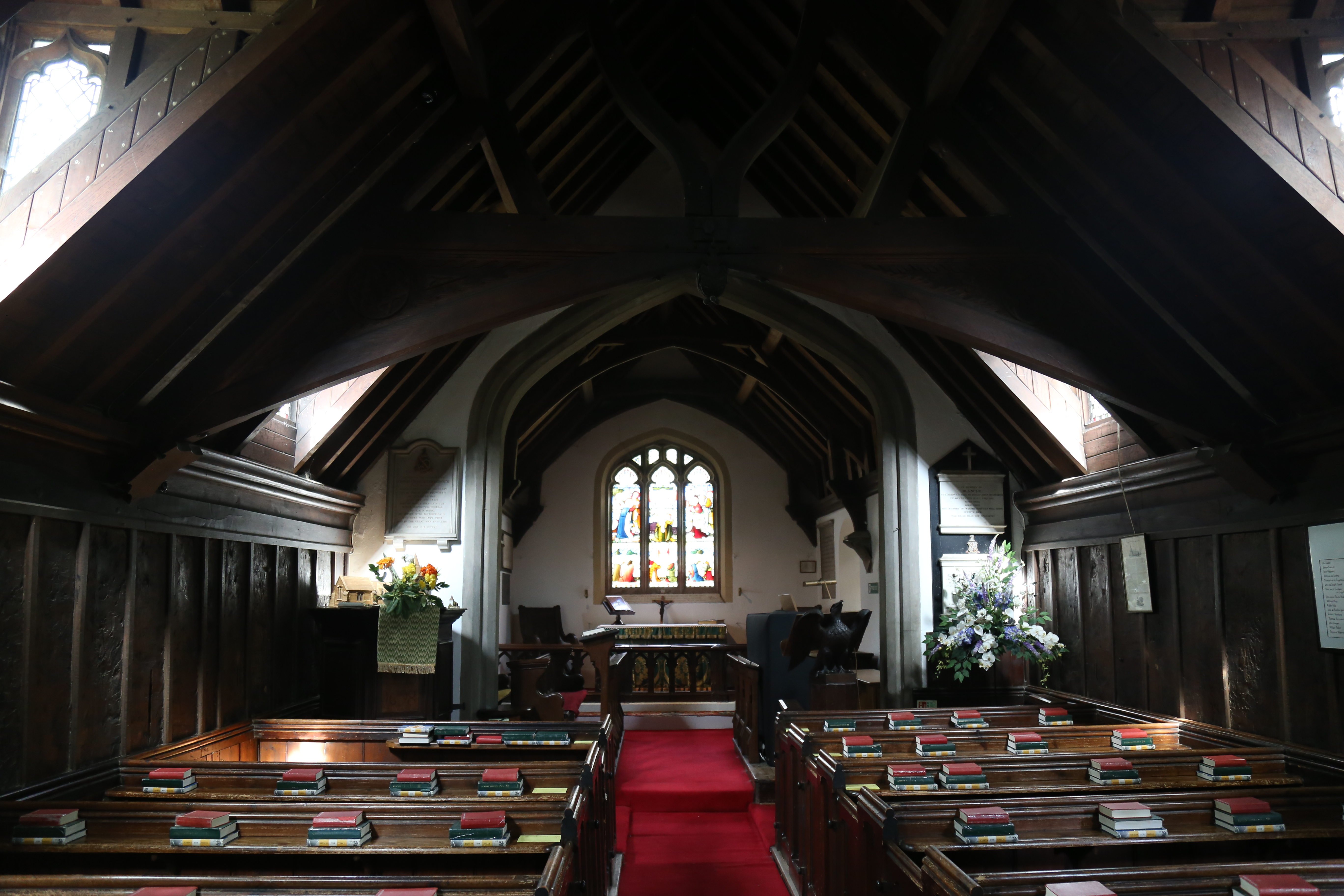
Wnętrze
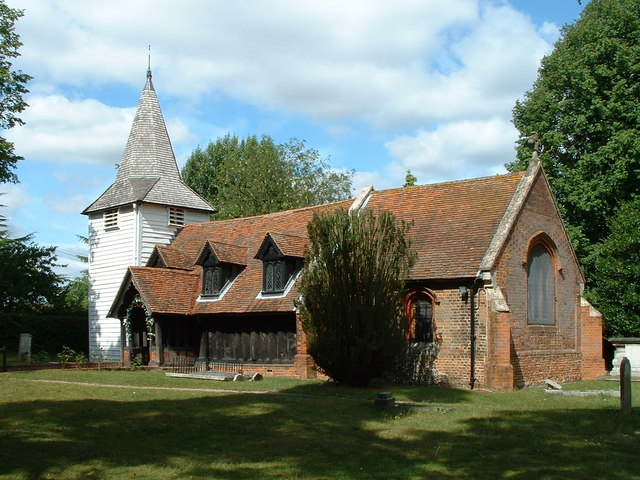
Prezbiterium